# Pic Long Knife
Le pic Long Knife (en anglais : Long Knife Peak) est un sommet américain du comté de Flathead, dans le Montana. Il culmine à 2 982 mètres d'altitude dans le chaînon Clark, dont il est le point culminant, à proximité de la frontière entre le Canada et les États-Unis, laquelle passe sur ses pentes nord. Il est protégé au sein du parc national de Glacier.